# Leptophlebia cupida
Leptophlebia cupida is een haft uit de familie Leptophlebiidae. De wetenschappelijke naam van de soort is voor het eerst geldig gepubliceerd in 1823 door Say.
De soort komt voor in het Nearctisch gebied.